# Liancourt-Saint-Pierre
Liancourt-Saint-Pierre ist eine französische Gemeinde mit 577 Einwohnern (Stand 1. Januar 2022) im Département Oise in der Region Hauts-de-France. Sie gehört zum Arrondissement Beauvais, zur Communauté de communes du Vexin Thelle und zum Kanton Chaumont-en-Vexin.

## Geographie
Die Gemeinde Liancourt-Saint-Pierre liegt an der kanalisierten Troësne in der Landschaft Vexin français, 13 Kilometer südöstlich von Gisors. Durch die Gemeinde führt die Bahnstrecke von Paris nach Dieppe. Zur Gemeinde gehören die Ortsteile Le Vivray und Les Groux.

## Einwohner
| Jahr                       | 1962 | 1968 | 1975 | 1982 | 1990 | 1999 | 2011 | 2021 |
| -------------------------- | ---- | ---- | ---- | ---- | ---- | ---- | ---- | ---- |
| Einwohner                  | 430  | 520  | 514  | 522  | 527  | 586  | 557  | 582  |
| Quellen: Cassini und INSEE |      |      |      |      |      |      |      |      |

## Sehenswürdigkeiten
- Kirche Notre-Dame de l’Assomption (Mariä Himmelfahrt)

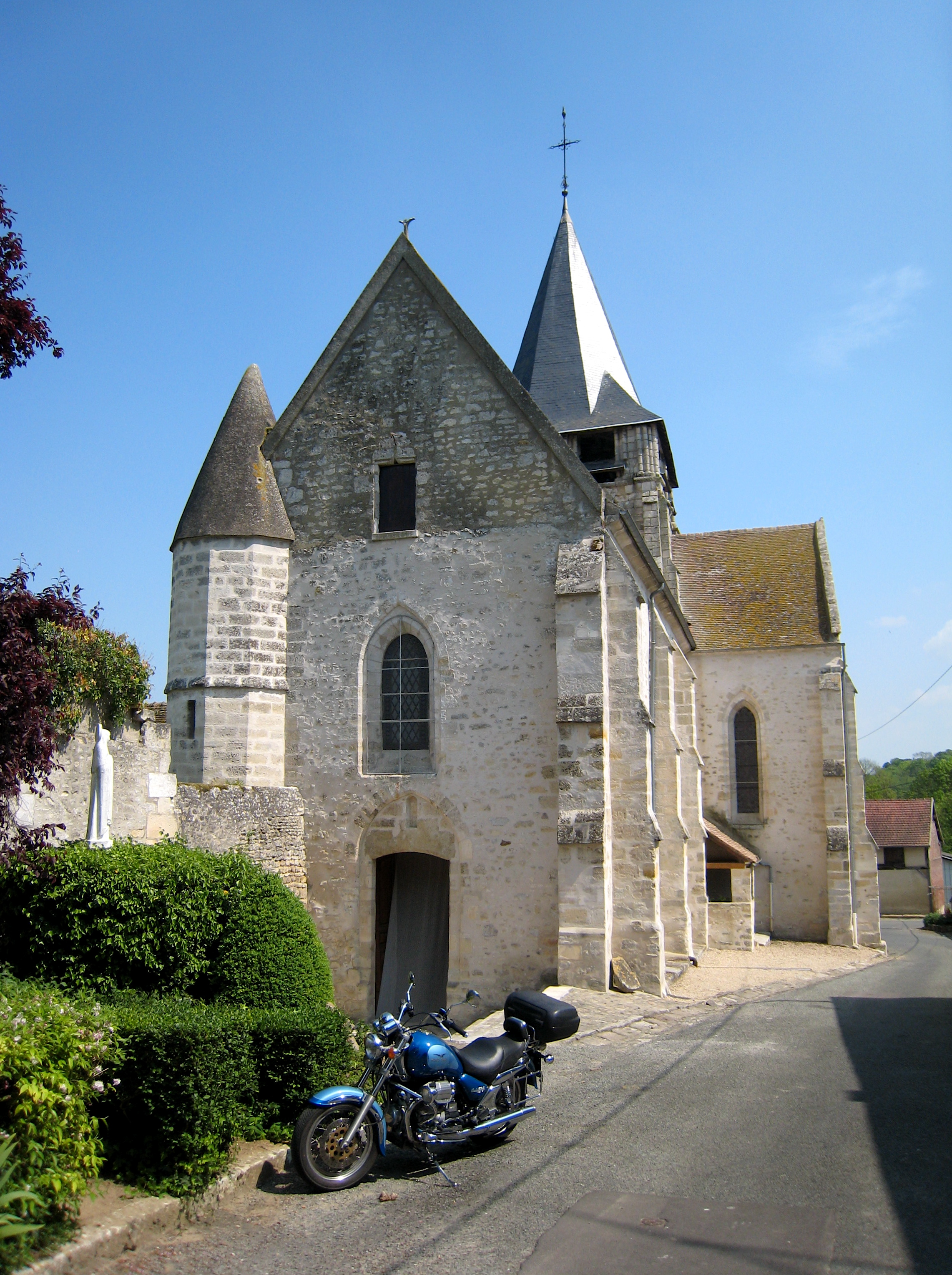
Kirche Mariä Himmelfahrt
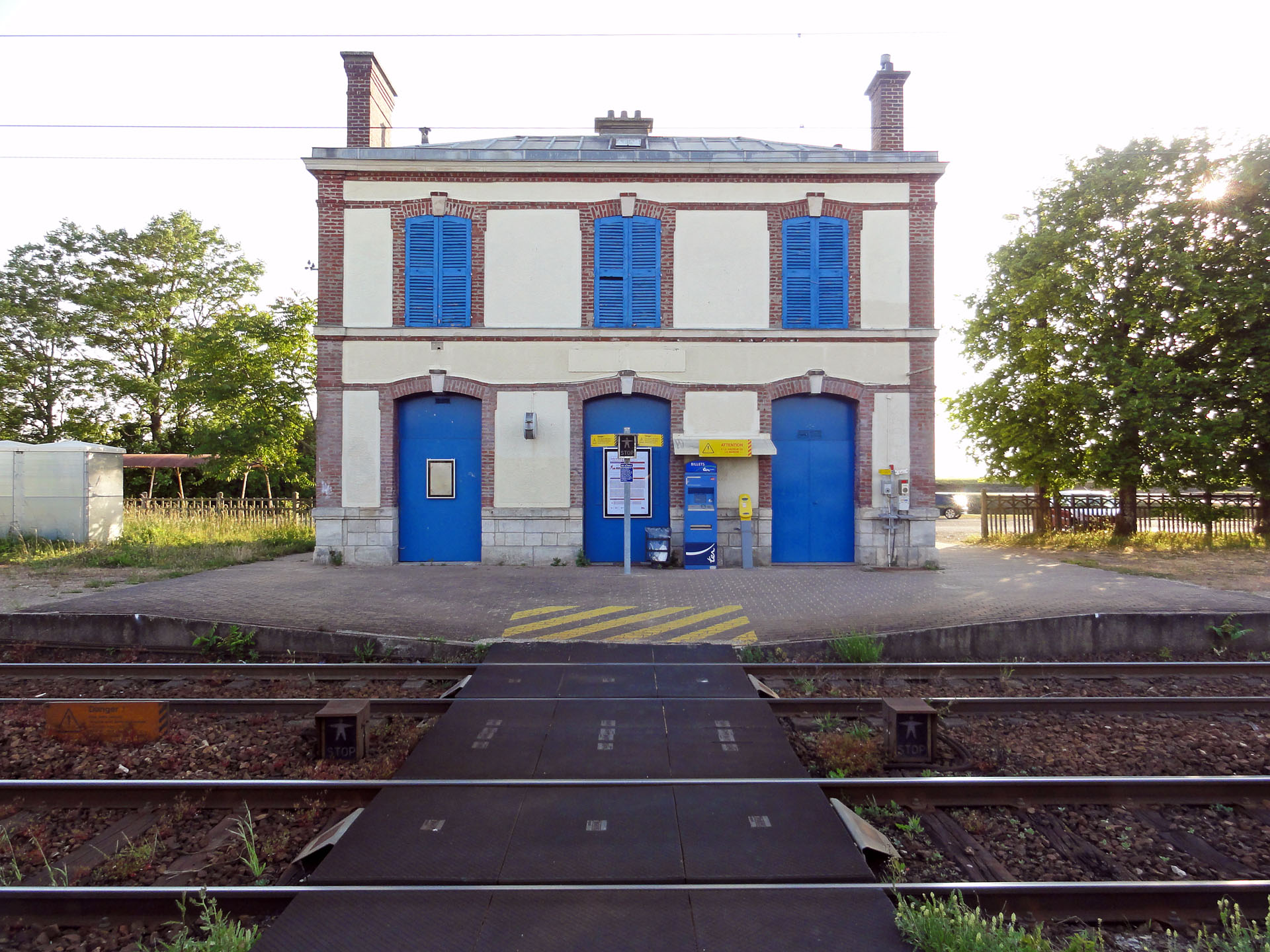
Ehemaliges Bahnhofsgebäude
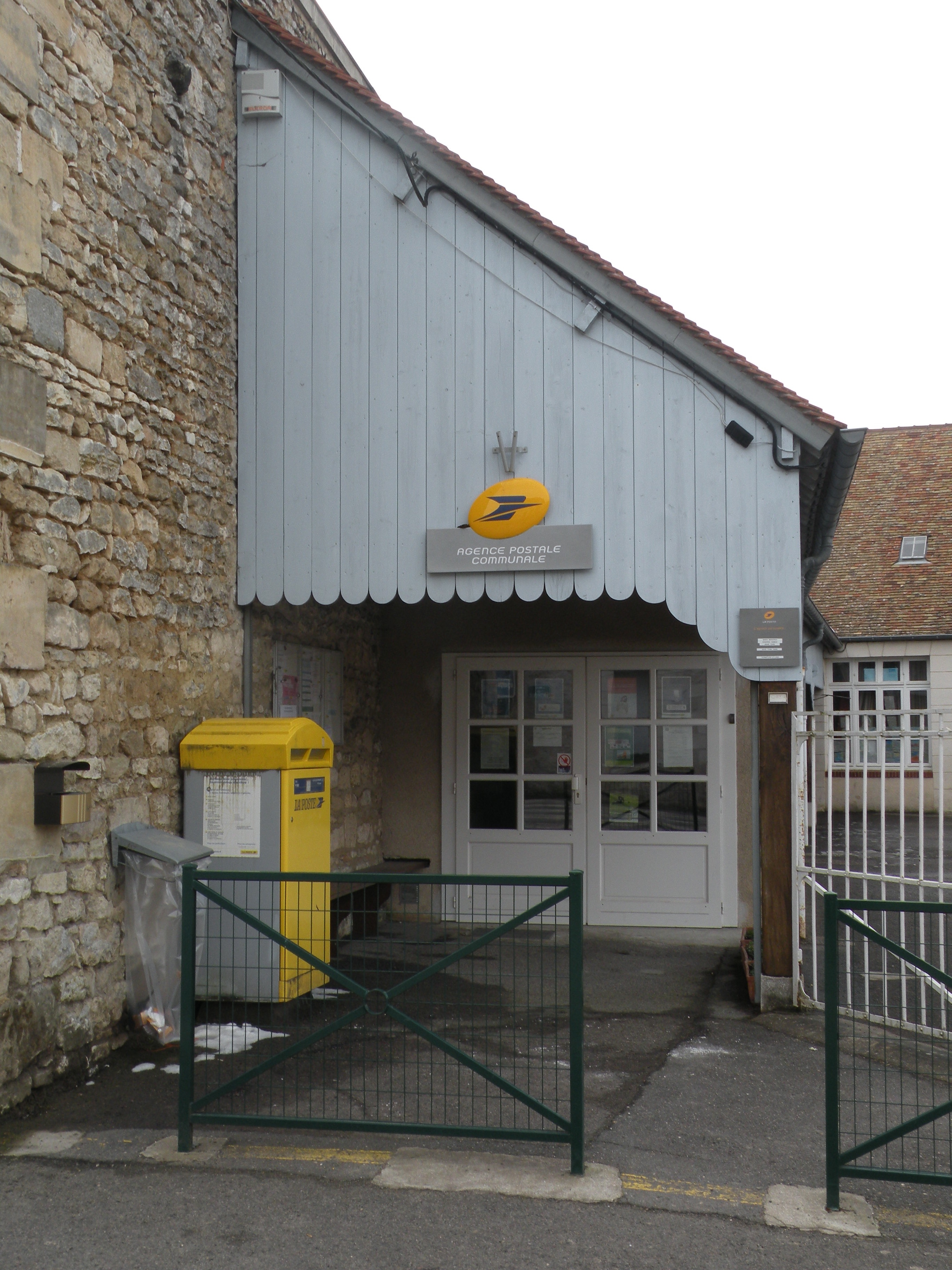
Postamt
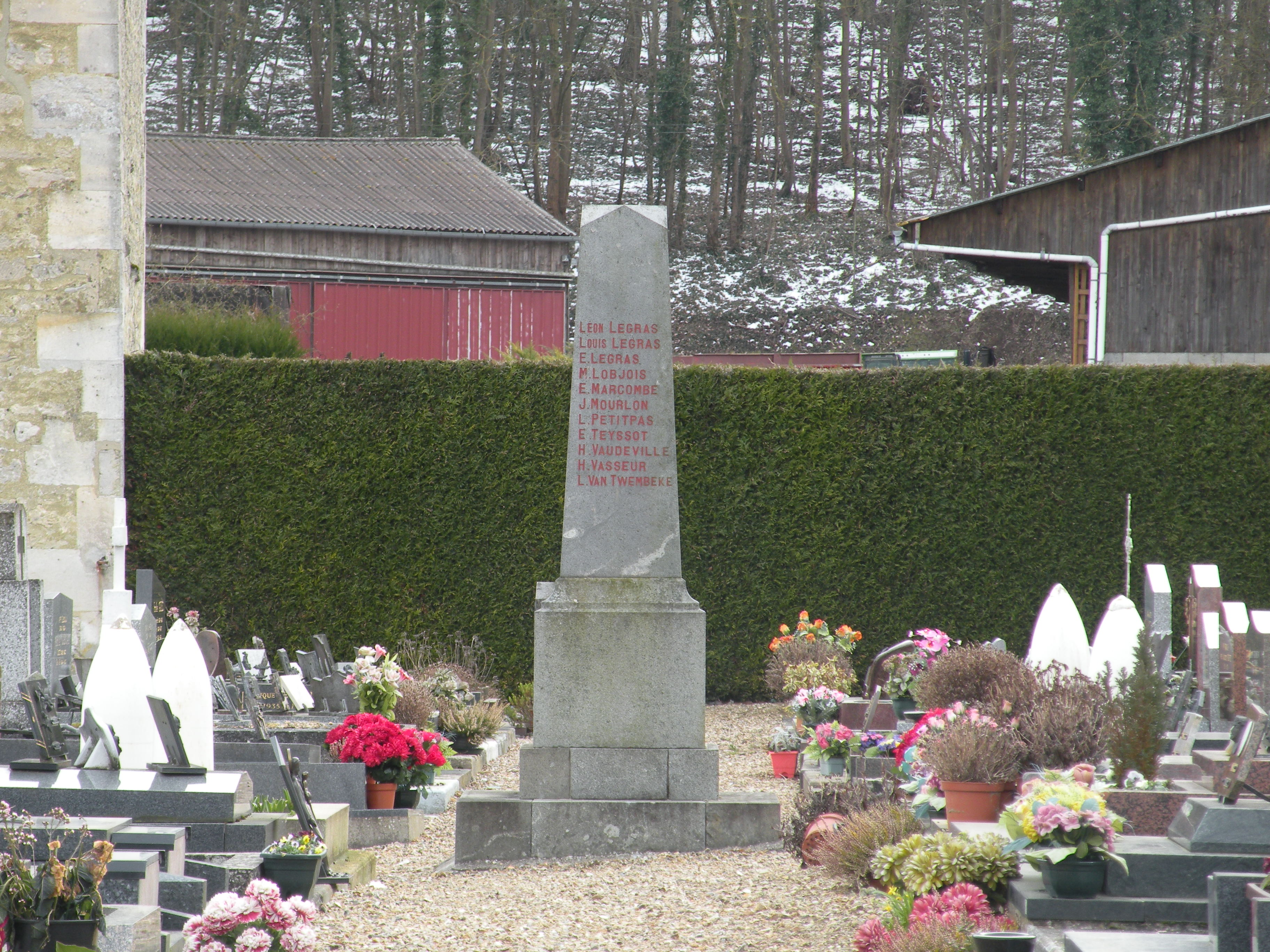
Gefallenendenkmal